# Meine Frau Susanne
Meine Frau Susanne ist eine Vorabendserie des ZDF, die ab dem 5. April 1963 in 20 Folgen gesendet wurde. Die Ausstrahlungen erfolgten wöchentlich jeweils freitags ab 18:45 Uhr.

## Inhalt
Die in schwarz-weiß gedrehte Familienserie schildert in heiterer Form die Alltagssorgen, -nöte und -freuden des frisch vermählten Ehepaars Susanne und Martin Koldewey, das in der ersten Folge in ein Berliner Hochhaus zieht. Susanne kann nicht kochen, weiß sich aber eine Zeit lang zu behelfen, ihrem Gatten trotzdem die vorzüglichsten Speisen vorzusetzen, sie will den Führerschein machen oder versucht sich im Akkordeonspielen. Zur Aufbesserung des Haushaltsgeldes vermietet sie die Wohnung zeitweise für Fotoaufnahmen und wenn es finanziell knapp wird, findet Martins Briefmarkensammlung auch schon mal den Weg in die Pfandleihe oder Susanne nimmt einen Nebenjob an.

## Sonstiges
Es handelte sich bei dieser Produktion um die erste Serie des neu gegründeten ZDF. Die 20 Folgen sind bei PIDAX in der Reihe Serien-Klassiker erschienen. Regisseur Erik Ode, ab 1969 als Der Kommissar für das ZDF tätig, spielt in der Folge Der Führerschein einen Fahrlehrer. 
Bei IMDb werden zwei weitere Folgen als Staffel 2 aufgeführt, die nach dortigen Angaben im August 1964 erstmalig gesendet wurden, für eine Serie ungewöhnlich an unterschiedlichen Wochentagen. Sie sind in einer separaten Episodenliste enthalten. Weshalb oder ob überhaupt sie erst ein Jahr später ausgestrahlt wurden und nicht in der PIDAX-Serie enthalten sind, bleibt unklar. Auf entsprechenden Websites wie z. B. fernsehserien.de sind lediglich die ersten 20 Folgen gelistet.
Auf YouTube ist die komplette 1. Staffel (Folge 1–20) zu sehen.

## Episodenliste
| Folge | Erstausstrahlung | Titel                  | Gastdarsteller (Auswahl)                                                                                         |
| 1     | 5. April 1963    | Das Ehe-ABC            | Ursula Diestel, Egon Vogel, Dietmar Schönherr, Gert Günther Hoffmann, Balduin Baas, Reiner Brönneke, Istvan Bury |
| 2     | 19. April 1963   | Zwischen zwei Feuern   | Corny Collins |
| 3     | 26. April 1963   | Der Fernsehapparat     | Joachim Mock |
| 4     | 3. Mai 1963      | Die Ananasbowle        | Ruth Scheerbarth, Otto Czarski                                                                                   |
| 5     | 10. Mai 1963     | Ein Bein in Gips       | Heinz Spitzner, Werner Stock, Hilde Körber, Christian Wolff, Otto Czarski                                        |
| 6     | 17. Mai 1963     | Die Dauerwelle         | Edith Schultze-Westrum, Otto Matthies                                                                            |
| 7     | 24. Mai 1963     | Das Fotomodell         | Grit Boettcher, Klaus Herm, Walo Lüönd                                                                           |
| 8     | 31. Mai 1963     | Das Hauskonzert        | Herta Kravina, Horst Keitel                                                                                      |
| 9     | 7. Juni 1963     | Der Führerschein       | Linda Geiser, Joachim Röcker, Erik Ode, Peter Schiff, Vico Torriani in einem ganz kurzen Auftritt als er selbst  |
| 10    | 14. Juni 1963    | Fräulein Lotte         | Kurt Jaggberg, Harald Juhnke                                                                                     |
| 11    | 21. Juni 1963    | Jeden Donnerstag       | Herta Kravina, Peter Schiff                                                                                      |
| 12    | 28. Juni 1963    | Scherben bringen Glück | Brigitte Mira, Horst Keitel                                                                                      |
| 13    | 5. Juli 1963     | Susannes Finanzen      | Hans Krull |
| 14    | 12. Juli 1963    | Die Urlaubsreise       | Franz Rudnick, Peter Schiff                                                                                      |
| 15    | 19. Juli 1963    | Der erste Hochzeitstag | Hans Finohr |
| 16    | 26. Juli 1963    | Der Strohwitwer        | Joachim Mock |
| 17    | 2. August 1963   | Unruhiger Nachmittag   | Bettina Schön, Franz Fiedler, Karin Evans, Werner Stock                                                          |
| 18    | 9. August 1963   | Große Wäsche           | Ursula Heyer, Lou Seitz, Ethel Reschke                                                                           |
| 19    | 16. August 1963  | Die Sprechstundenhilfe | Wolfgang Gruner, Lutz Moik, Waldemar Frahm                                                                       |
| 20    | 23. August 1963  | Das Horoskop           | Linda Geiser, Agi Prandhoff, Tilo von Berlepsch                                                                  |

## Weitere Folgen laut IMDb (als Staffel 2 gelistet)
| Folge | Erstausstrahlung | Titel             | Gastdarsteller                                                             |
| 1     | 10. August 1964  | Der Lottoschein   | Helmut Ziegner, Erich Poremski, Balduin Baas, Reiner Brönneke, Istvan Bury |
| 2     | 25. August 1964  | Der Theaterbesuch | Franz Otto Krüger                                                          |